# Рафаель Іглесіас
Аргентіно Рафаель Іглесіас (ісп. Argentino Rafael Iglesias; нар. 25 травня 1924 — пом. 1 січня 1999)  — аргентинський боксер, олімпійський чемпіон з боксу у важкій вазі (1948).

## Життєпис
Народився 25 травня 1924 року в місті Авельянеда, провінція Буенос-Айрес, Аргентина.
Чемпіон Аргентини з боксу серед аматорів (1945), дворазовий віце-чемпіон Латинської Америки серед аматорів (1944, 1945).
Брав участь в XIV Літніх Олімпійських іграх 1948 року у Лондоні (Велика Британія). У змаганнях важковаговиків почергово переміг Хосе Артуро Рубіо Фернандеса (Іспанія), Убера Бачильєрі (Італія), Джона Артура (ПАР) і у фіналі — Ґуннара Нільссона (Швеція).
24 січня 1952 року програв дебютний поєдинок у професійному боксі, поступившись нокаутом Бобу Данлепу (США). Більше професійних боїв не проводив.